# Bois-Anzeray
Bois-Anzeray är en kommun i departementet Eure i regionen Normandie i norra Frankrike. Kommunen ligger i kantonen Rugles som tillhör arrondissementet Évreux. År 2022 hade Bois-Anzeray 186 invånare.

## Befolkningsutveckling
Antalet invånare i kommunen Bois-Anzeray
Referens:INSEE